# Station Łańcut
Station Łańcut is een spoorwegstation in de Poolse plaats Łańcut.